# Jean-Kasongo Banza
Jean-Kasongo Banza (Kinshasa, 26 giugno 1974 – Kinshasa, 7 giugno 2024) è stato un calciatore della Repubblica Democratica del Congo, di ruolo attaccante.

## Palmarès

### Club

#### Competizioni nazionali
- Coppa della Corea del Sud: 1

Chunnam Dragons: 1997